# Oleksiy Kasyanov
Oleksiy Kasyanov (Олексій Касьянов, né le 26 août 1985 à Stakhanov) est un athlète ukrainien, spécialiste du décathlon. Il mesure 1,90 m pour 81 kg. Il est marié avec l'heptathlonienne Hanna Kasyanova (née Melnychenko), championne du monde 2013.

## Carrière

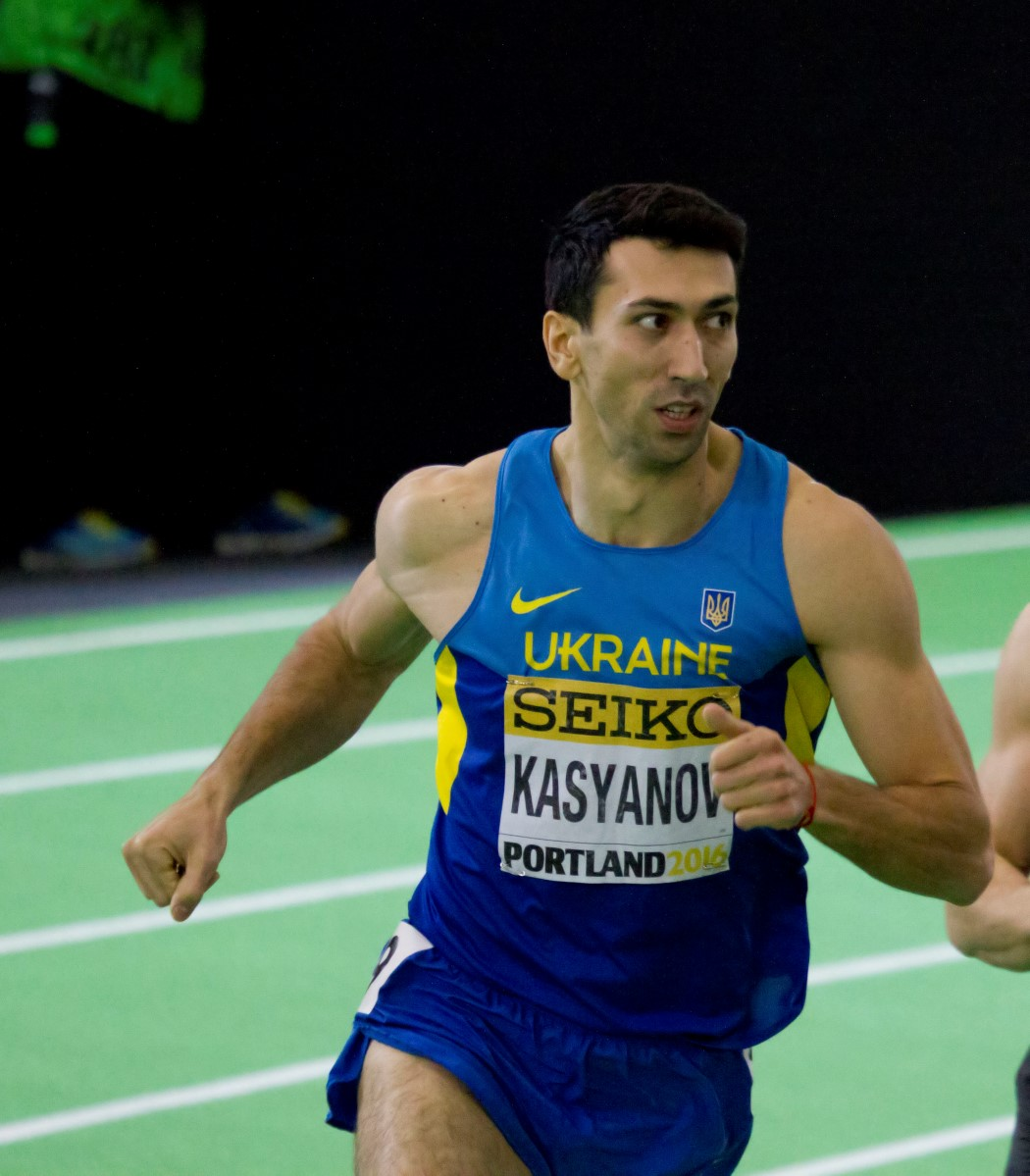
Oleksiy Kasyanov lors des mondiaux en salle 2016.

En début de saison 2009, Kasyanov remporte la médaille d'argent de l'heptathlon des Championnats d'Europe en salle de Turin en établissant un nouveau record personnel avec 6 205 points. Il est devancé au classement général final par l'Estonien Mikk Pahapill. 
Lors du décathlon des Championnats du monde à Berlin, à la suite de la première matinée de compétition, il se classe 2e, avec 2 789 points, juste derrière Trey Hardee (2 814 points). Il réalise notamment les performances suivantes : 10 s 63 (100 m), 7,80 m (longueur) et 15,72 m (poids), les deux derniers étant des records personnels d'alors. 
Il prend la tête du concours dès la 4e épreuve, celle du saut en hauteur, avec un bond à 2,05 m, record personnel, qui lui vaut un total de 3 639 points. Il conservera la première place à l'issue de la première journée, avec 4 555 points, après un 400 m couru en 47 s 85 (son meilleur temps de l'année). 
Lors de la deuxième journée du décathlon, il est peu à peu dépassé, malgré d'autres records personnels, comme celui à la perche ou sa seconde place finale au 1 500 m. Il termine quand même à la 4e place, avec un total de 8 479 points, record personnel battu, non loin toutefois du médaillé de bronze, Aleksandr Pogorelov, qui a obtenu 8 528 points qui sera ultérieurement disqualifié, ce qui lui permettra de récupérer la médaille de bronze. 
Le 20 septembre 2009, il remporte le Décastar de Talence avec 8 291 points. Le 5 juillet 2015 à Aubagne, il termine second de la Coupe d'Europe des épreuves combinées 2015 avec 8 105 points.
Le 19 mars 2016, Oleksiy Kasyanov devient vice-champion du monde en salle sur l'heptathlon lors des championnats du monde en salle de Portland. Avec 6 182 pts (SB), il n'est devancé que par l'Américain Ashton Eaton (6 470 pts) mais devance l'Allemand Mathias Brugger (6 126 pts).
Le 18 septembre, il remporte pour la seconde fois de sa carrière le Décastar de Talence avec 8 077 points.
Le 14 janvier 2018, à Clermont-Ferrand, il réalise la meilleure performance mondiale de l'hiver à l'heptathlon avec 6 016 pts.

## Palmarès
| Date | Compétition                                | Lieu                                  | Résultat | Discipline | Points     |
| ---- | ------------------------------------------ | ------------------------------------- | -------- | ---------- | ---------- |
| 2007 | Championnats d'Europe espoirs              | Debrecen                              | 4e       | Décathlon  | 7 964 pts  |
| 2008 | Jeux olympiques                            | Pékin                                 | 6e       | Décathlon  | 8 238 pts  |
| 2009 | Championnats d'Europe en salle             | Turin                                 | 2e       | Heptathlon | 6 205 pts  |
| 2009 | Coupe d'Europe                             | Szczecin                              | 2e       | Décathlon  | 8 245 pts  |
| 2009 | Championnats du monde                      | Berlin                                | 3e       | Décathlon  | 8 479 pts  |
| 2009 | Décastar                                   | Talence                               | 1er      | Décathlon  | 8 291 pts  |
| 2009 | Coupe du monde des épreuves combinées      | Coupe du monde des épreuves combinées | 3e       | Décathlon  | 25 056 pts |
| 2010 | Championnats du monde en salle             | Doha                                  | 6e       | Heptathlon | 6 019 pts  |
| 2010 | TNT - Fortuna Meeting                      | Kladno                                | 1er      | Décathlon  | 8 381 pts  |
| 2011 | Championnats du monde                      | Daegu                                 | 12e      | Décathlon  | 8 132 pts  |
| 2012 | Championnats du monde en salle             | Istanbul                              | 2e       | Heptathlon | 6 071 pts  |
| 2012 | Championnats d'Europe                      | Helsinki                              | 2e       | Décathlon  | 8 321 pts  |
| 2012 | Jeux olympiques                            | Londres                               | 7e       | Décathlon  | 8 283 pts  |
| 2012 | Décastar                                   | Talence                               | 2e       | Décathlon  | 8 218 pts  |
| 2012 | Coupe du monde des épreuves combinées      | Coupe du monde des épreuves combinées | 3e       | Décathlon  | 24 822 pts |
| 2014 | Championnats du monde en salle             | Sopot                                 | 5e       | Heptathlon | 6 176 pts  |
| 2014 | TNT Express Meeting                        | Kladno                                | 1er      | Décathlon  | 8 083 pts  |
| 2014 | Championnats d'Europe                      | Zurich                                | 8e       | Décathlon  | 8 231 pts  |
| 2014 | Décastar                                   | Talence                               | 2e       | Décathlon  | 8 062 pts  |
| 2015 | Coupe d'Europe                             | Aubagne                               | 2e       | Décathlon  | 8 105 pts  |
| 2015 | Championnats du monde                      | Pékin                                 | 9e       | Décathlon  | 8 262 pts  |
| 2015 | Décastar                                   | Talence                               | 2e       | Décathlon  | 8 043 pts  |
| 2016 | Championnats du monde en salle             | Portland                              | 2e       | Heptathlon | 6 162 pts  |
| 2016 | Championnats d'Europe                      | Amsterdam                             | 4e       | Décathlon  | 8 072 pts  |
| 2016 | Jeux olympiques                            | Rio de Janeiro                        | —        | Décathlon  | DNF        |
| 2016 | Décastar                                   | Talence                               | 1er      | Décathlon  | 8 077 pts  |
| 2017 | Coupe d'Europe d'épreuves combinées        | Tallinn                               | 2e       | Décathlon  | 7 958 pts  |
| 2017 | Championnats du monde                      | Londres                               | 6e       | Décathlon  | 8 234 pts  |
| 2017 | Décastar                                   | Talence                               | 3e       | Décathlon  | 8 016 pts  |
| 2017 | Coupe du monde des épreuves combinées      | Coupe du monde des épreuves combinées | 5e       | Décathlon  | 24 531 pts |
| 2018 | Championnats du monde en salle             | Birmingham                            | —        | Heptathlon | DNF        |
| 2019 | Hypo-Meeting                               | Götzis                                | 21e      | Décathlon  | 7 874 pts  |
| 2019 | Championnats d'Europe d'épreuves combinées | Lutsk                                 | —        | Décathlon  | DNF        |

- Champion d'Ukraine du décathlon : 2008.
- Champion d'Ukraine de saut en longueur en salle : 2009.

## Records personnels
| Épreuve           | Performance   | Lieu           | Date                                |
| ----------------- | ------------- | -------------- | ----------------------------------- |
| 100 mètres        | 10 s 50       | Donetsk        | 2 août 2011                         |
| 200 mètres        | 21 s 54       | Kirovograd     | 31 juillet 2015                     |
| 400 mètres        | 47 s 70       | Pékin          | 21 août 2008                        |
| 1 500 mètres      | 4 min 23 s 49 | Talence        | 20 septembre 2009                   |
| 110 m haies       | 13 s 92       | Talence        | 20 septembre 2015                   |
| Saut en hauteur   | 2,05 m        | Berlin Talence | 19 août 2009 18 septembre 2010      |
| Saut à la perche  | 4,82 m        | Talence        | 20 septembre 2009 16 septembre 2012 |
| Saut en longueur  | 7,97 m        | Götzis         | 29 juin 2010                        |
| Lancer du poids   | 15,72 m       | Berlin         | 19 août 2009                        |
| Lancer du disque  | 51,95 m       | Kiev           | 15 juillet 2010                     |
| Lancer du javelot | 55,84 m       | Debrecen       | 13 juillet 2007                     |
| Décathlon         | 8 479 pts     | Berlin         | 20 août 2009                        |

| Épreuve          | Performance        | Lieu               | Date                        |
| ---------------- | ------------------ | ------------------ | --------------------------- |
| 60 mètres        | 6 s 83             | Turin Zaporizhzhya | 7 mars 2009 27 janvier 2012 |
| 1 000 mètres     | 2 min 39 s 44 (NR) | Istanbul           | 10 mars 2012                |
| 60 mètres haies  | 7 s 80             | Aubière            | 14 janvier 2018             |
| Saut en hauteur  | 2,08 m             | Zaporizhzhya       | 27 janvier 2014             |
| Saut à la perche | 4,90 m             | Portland           | 19 mars 2016                |
| Saut en longueur | 8,04 m             | Zaporizhzhya       | 30 janvier 2010             |
| Lancer du poids  | 15,41 m            | Sopot              | 7 mars 2014                 |
| Heptathlon       | 6 254 pts (NR)     | Zaporizhzhya       | 31 janvier 2010             |